# Interbrew
Interbrew a fost o companie belgiană, una dintre cele mai vechi companii producătoare de bere din lume. Operațiunile companiei au fost derulate în S.U.A., Europa de Vest și de Est, Asia și Pacific. În Europa Centrală, Interbrew a avut sucursale în Bosnia și Herțegovina, Bulgaria, Croația, Republica Cehă, Ungaria, Muntenegru și România (actualele operațiuni ale StarBev). Berea produsă de Interbrew era vândută în mai mult de 110 țări.

## Istoric
Interbrew a intrat pe piața românească în aprilie-mai 1994 și a cumpărat două fabrici de bere pe parcursul a două săptămâni – una în Blaj, unde a fost lansată marca Bergenbier și una în Baia Mare, cu marca existentă Hopfen König (o bere austriacă adusă în România de fosta Proberco S.A., companie cumpărată de Interbrew). În decembrie 1994, s-a înființat Compania de Distribuție Național S.A., care a avut rolul de distribuitor și agent de marketing al mărcilor Interbrew: Bergenbier, Hopfen König. 
Prima investiție a concernului Interbrew în România s-a făcut în aprilie 1994, prin încheierea contractului de parteneriat cu Societatea Bianca S.A. din Blaj, care are ca finalitate crearea companiei Bianca Interbrew Bergenbier. Aceasta a fost prima fabrică de bere din România în care Interbrew deținea pachetul majoritar de acțiuni și care, în luna mai 1995 începea producerea berii Bergenbier. În luna decembrie 2002 a avut loc fuzionarea companiei Bianca Interbrew Bergenbier S.A. cu Compania de Distribuție Național S.A. și are ca finalitate crearea Companiei de Distribuție Național S.A., cu punct de lucru la Blaj. După un an de funcționare sub această denumire, denumirea societății a revenit la numele de Interbrew România S.A.
Într-o perioadă de trei – patru ani, Interbrew a dezvoltat mărcile până în punctul când, în 3 mai 1997 Stella Artois a fost lansată pe piața locală (acesta este momentul în care Interbrew a renunțat la folosirea mărcii Hopfen Köning, marcă produsă sub licență). În anul 2002 în Blaj s-a pornit producția de bere Noroc.
Deoarece Interbrew România a fost o companie cu dezvoltare rapidă, s-a confruntat cu o problemă de capacitate. Pentru că 60 % din vânzările sale erau în regiunea sud-estică a României, Interbrew a inițializat procesul de construcție a unei fabrici de bere în București, care în cele din urmă nu s-a concretizat, preferându-se un acord cu grupul turc Efes pentru preluarea inițială a 50 % din acțiunile fabricii Romanian Efes Brewery de la Ploiești formându-se în octombrie 1999 o nouă companie: Interbrew Efes Brewery S.A. În cele din urmă în octombrie 2006 Efes a vândut fabrica de la Ploiești către Interbrew, iar Interbrew Efes Brewery S.A. Ploiești a fuzionat cu Interbrew România S.A.
În 2007 grupul internațional Interbrew a fuzionat cu compania latin-americană AmBev și a format InBev, compania nou formată depășind grupul american Anheuser-Busch și devenind lider mondial în producția și distribuția berii. Filiala din România a Interbrew a fost redenumită, preluând noul nume al grupului devenind InBev România S.A.
= După această fuziune la nivel mondial noul grup format a trecut prin restructurări, multe fabrici de bere deținute de grup fiind închise și activitatea de producție mutată în alte fabrici. Una din fabricile închise de InBev în 2007 a fost și cea de la Baia Mare.
În 2008 InBev la rândul lui a fuzionat cu Anheuser-Busch și a format mastodontul AB-InBev, lider mondial al producătorilor de bere.
La sfârșitul lui 2009 operațiunile din Europa Centrală și de Est ale fostei Interbrew au fost vândute de AB-InBev către un fond de investiții (CVC Capital Partners), noua entitate fiind numită StarBev, centrul operațional al StarBev fiind în Praga, iar numele companiei împrumutând primele litere ale mărcii de bere cehe Staropramen.
La sfârșitul anului 2009 s-a decis închiderea pe perioada iernii a fabricii din Blaj, unde se produceau Bergenbier și Noroc.
StarBev România folosea la nivelul anului 2012 5 mărci de bere, 3 din ele fiind produse sub licența AB-InBev: Stella Artois, Beck's și LowenBrau iar celelalte două fiind mărcile autohtone Bergenbier și Noroc.